# It Was a Good Day
It Was a Good Day è un singolo del rapper statunitense Ice Cube pubblicato nel 1992 come primo estratto dal terzo album in studio The Predator.

## Video musicale
Il video musicale tratta di una buona giornata del rapper in cui si sveglia senza l'abbaiare dei cani e il pesante smog ed una colazione coi fiocchi. Dopo la colazione esce di casa e va a giocare a basket al campo dove trova degli amici e realizza una tripla doppia. In seguito, mentre è per strada con la macchina, viene rincorso da alcuni poliziotti che poi lo lasceranno andare. In seguito, il rapper si reca a giocare con gli amici a dadi e domino guardando MTV Rap. Alla sera incontra la ragazza che si voleva fare fin dal college e se la porterà a casa raggiungendo il suo intento. Riaccompagnandola a casa si fermerà alle due del mattino a mangiare un hamburger al fast food e vedrà volare un dirigibile della Goodyear che mostra la scritta Ice Cube è il migliore. Davanti a casa, viene raggiunto da un dispiegamento enorme di poliziotti con il fine di arrestarlo. Lui rientra in casa ed il video finisce con la scritta To be continued. Il continuo della canzone è Check Yo Self.
Nel video è apparso anche il rapper WC.

## Tracce
Testi e musiche di Ice Cube.
MC, 12" (Stati Uniti), CD (Germania, Regno Unito), MC, 7" (Regno Unito)
1. It Was a Good Day (Radio Version) – 4:19
2. It Was a Good Day (Instrumental Version) – 4:19

CD maxi (Europa)
1. It Was a Good Day (Radio Remix) – 4:30
2. It Was a Good Day (Remix Instrumental) – 4:30
3. Check Yo Self (Album Version) – 3:43
4. Who Got the Camera – 4:35

12" (Regno Unito)
- Lato A

1. It Was a Good Day (Radio Version) – 4:19
2. It Was a Good Day (Instrumental) – 4:19

- Lato B

1. U Ain't Gonna Take My Life (LP Version)
2. U Ain't Gonna Take My Life (Instrumental)

CD maxi (Australia) – remix
1. It Was a Good Day (Radio Remix Version) – 4:30
2. It Was a Good Day (Radio Remix Vocal Edit) – 4:30
3. It Was a Good Day (Remix Instrumental) – 4:30
4. It Was a Good Day (Top 10 Edit) – 4:21
5. It Was a Good Day (Smooth Instrumental Mix) – 4:20